# Prima guerra messenica
La prima guerra messenica è la guerra combattuta nella seconda metà dell'VIII secolo a.C. dalla città di Sparta per conquistare il territorio della Messenia (regione che si trova nella parte sud-occidentale del Peloponneso). Le date esatte di questo conflitto sono difficili da determinare, ma convenzionalmente si pongono tra il 743 e il 724 a.C. 
Il poeta spartano Tirteo, vissuto due generazioni dopo il conflitto, racconta che la guerra durò 20 anni e che fu portata a termine dal re spartano Teopompo. Altre informazioni sono desunte da resoconti più tardi, primo tra tutti quello scritto nel II secolo d.C. dal periegeta Pausania, che a sua volta attingeva da un'opera di Mirone di Priene, storico del III secolo a.C..
La guerra ebbe come esito la vittoria di Sparta e l’annessione della Messenia. Gli abitanti della regione furono ridotti alla condizione di iloti, costretti a coltivare la terra a beneficio dei loro nuovi padroni. 
Gli iloti successivamente cercarono in diverse occasioni di riconquistare la perduta indipendenza, precisamente nella seconda guerra messenica (seconda metà del VII secolo) e nella terza guerra messenica (nel 464 a.C.), ma ci riuscirono solamente nel 371 a.C. in seguito alla sconfitta di Sparta nella battaglia di Leuttra contro i tebani.

## Antefatti
Gli storici antichi hanno tramandato diversi racconti sugli eventi che portarono allo scoppio della prima guerra messenica, ma gli studiosi contemporanei sono per lo più propensi a giudicare come racconti eziologici o di propaganda, piuttosto che veri avvenimenti storici:
- Isocrate (IV secolo a.C.) nell'Archidamo racconta che i figli del re messenico Cresfonte chiesero aiuto agli Spartani per vendicare l’assassinio del padre. Gli Spartani, ottenuto l’assenso dall’oracolo di Delfi, invasero la Messenia e la conquistarono[4].

- Il geografo Strabone ricorda che lo storico Eforo, riguardo alla fondazione di Taranto, aveva raccontato che la guerra tra Spartani e Messeni scoppiò dopo che questi ultimi uccisero il re spartano Teleclo nel santuario di Artemide Limnatis, al confine tra Laconia e Messenia[5][6]. Altrove, sempre Strabone riporta la storia tramandata dallo storico Antioco di Siracusa, secondo cui lo scoppio della guerra fu causato dallo stupro di alcune ragazze spartane perpetrato da alcuni ragazzi messeni nel medesimo santuario di Artemide[7].

- Il periegeta Pausania, che visitò la Messenia nel II scolo d.C., racconta due versioni degli antefatti, tramandate rispettivamente dagli Spartani e dai Messeni. Nella versione tramandata dagli Spartani, alcuni messeni avrebbero stuprato le ragazze spartane che si erano recate al santuario di Artemide Limnatis per celebrare una festa, dopodiché avrebbero anche ucciso il re Teleclo che era accorso in loro aiuto. I Messeni, invece, raccontano una versione diversa degli stessi eventi: gli Spartani avrebbero inviato al santuario alcuni guerrieri travestiti da fanciulle, comandati dal re Teleclo, per uccidere i messeni presenti sul luogo, ma questi si sarebbero difesi uccidendo i guerrieri spartani con il loro re[8].

- Sempre Pausania racconta una seconda causa, più immediata, del conflitto, tramandata in termini analoghi anche dallo storico Diodoro Siculo. Il messenio Policare e lo spartano Euefno avevano deciso di tenere in comune un pascolo di confine e dividersi i ricavati, ma Euefno avrebbe frodato Policare vendendo le mandrie e tenendosi il ricavato. Alla scoperta della frode, ne nacque una faida che si allargò fino a comprendere tutta la comunità degli Spartani e dei Messeni[9][10].

## Svolgimento
L'espansione di Sparta in Laconia sarebbe iniziata nell'VIII secolo, sotto la guida dei re Archelao e Carillo (ca 770-760) annettendo il territorio lungo il corso settentrionale dell'Eurota e poi, «durante il regno di Teleclo [ ... ] non molto prima della Guerra messenica», e cioè verso il 750, con la colonizzazione di Pharis e Geronthrai e l'annessione di Amicle e dei suoi abitanti nella comunità spartana che consentì la rapida annessione di tutta la valle meridionale dell'Eurota, avvenuta dopo il 740 al comando del re Alcamene, compresa la città di Elo, i cui abitanti furono resi schiavi. Dal nome della città avrebbe avuto origine, secondo la tradizione greca, il termine di iloti.
L'eventuale espansione di Sparta a oriente e sul mare avrebbe dovuto scontrarsi con la potenza di Argo; fra la montagnosa Arcadia, a nord, e la pianura della Messenia, ad occidente, gli Spartani scelsero quest'ultima, «buona da lavorare e da piantare», come nota Tirteo.
Prendendo a pretesto l'assassinio di re Teleclo (740) attribuito ai messeni, e assistita da mercenari Sarmati, cretesi e corinzi - mentre la Messenia beneficiava del sostegno delle tribù arcadiche, di Argo e di Sicione - Sparta iniziò la prima delle guerre messeniche che si concluse con la caduta dell'ultimo bastione messenico del monte Itome intorno al 715 a.C.).
È re Teopompo ad iniziare le ostilità e dopo 5 anni di scontri la resistenza messena si stabilisce sul monte Itome a nord della capitale Messene. L'assedio si prolungò per molto tempo e ci furono a Sparta dei dissidenti sull'operato dell'azione di guerra, che furono scacciati dalla città dando vita all'unica colonia spartana, Taranto.
Alla morte del re di Messenia, venne eletto successore Aristodemo il quale sconfisse nel 724 a.C., in una battaglia campale l'esercito spartano. Poco dopo egli rifiutò di far entrare in città 100 esiliati spartani, adducendo che il nemico adottava vecchi trucchi e i crimini erano gli stessi della guerra di Troia, però poco tempo dopo si suicidò a causa di nefasti auspici, così dopo 20 anni gli assediati si arresero, la rocca venne rasa al suolo come molte altre città della zona.
Alcuni aristocratici messeni fuggirono in Arcadia mentre la massa della popolazione fu costretta a versare metà della sua produzione agricola ai nuovi padroni. Tirteo, che è la nostra principale fonte sull'argomento, scrive che: «Come asini sotto una pesante soma, erano costretti a trasportare per i loro padroni la metà di tutte le messi che un campo poteva produrre»